# Tell Me Why (canción de Amna)
«Tell Me Why» —en español: «Dime porqué»— es una canción interpretada por la cantante rumana Amna. Fue lanzado como su sencillo debut el 9 de mayo de 2011, por el sello discográfico Roster Music. Fue compuesta y producida por el disc jockey y productor rumano, Tom Boxer. La canción fue nominada en los Romanian Music Awards 2011 a la mejor canción de un artista revelación.

## Video musical
El video musical que acompañó el estreno de «Tell Me Why», fue lanzado por primera vez en Youtube el 11 de junio de 2011. Tiene una duración total de tres minutos y 29 segundos y fue dirigido por Tom Boxer.

## Lista de canciones y formatos
| Descarga digital |                              |          |  |
| N.º              | Título                       | Duración |  |
| 1.               | «Tell Me Why» (Radio Edit)   | 3:18     |  |
| 2.               | «Tell Me Why» (Extended Mix) | 5:15     |  |

| Sencillo en CD |                                      |          |  |
| N.º            | Título                               | Duración |  |
| 1.             | «Tell Me Why» (Extended Version)     | 5:16     |  |
| 2.             | «Tell Me Why» (Pee4Tee Remix)        | 5:46     |  |
| 3.             | «Tell Me Why» (Pizza Brothers Remix) | 5:56     |  |
| 4.             | «Tell Me Why» (Phunkjump Remix)      | 6:01     |  |
| 5.             | «Tell Me Why» (Chris Mayer Remix)    | 6:31     |  |
| 6.             | «Tell Me Why» (Odd Remix Extended)   | 5:09     |  |
| 7.             | «Tell Me Why» (Radio Edit)           | 3:24     |  |
| 8.             | «Tell Me Why» (Odd Remix Radio)      | 3:13     |  |

## Posicionamiento en listas
| Lista (2011)               | Mejor posición |
| -------------------------- | -------------- |
| España (Top 100 Canciones) | 29             |
| Rumania (Romanian Top 100) | 9              |